# En directo (álbum de Carlos Cano)
En Directo es el título de un álbum de Carlos Cano, cantautor español. El álbum es el número 12 de la discografía de Carlos Cano. Es su primer disco grabado en directo. Fue grabado los días 6 y 7 de septiembre de 1990 en el Anfiteatro del Generalife de la Alhambra, en Granada. 

## Temas del álbum
1. El salustiano 3:33
2. A ver los barcos venir 3:35
3. Canción de los marineros 4:06
4. Sevillanas de chamberí 3:25
5. Alacena de las monjas 5:00
6. Chiclanera 3:45
7. Habanera imposible 4:08
8. A París 3:33
9. Luna de abril 3:46
10. Tango de las madres locas 4:13
11. Macarena 4:02
12. Una sirena en la alhambra 3:39
13. El último bolero 3:48
14. Malena 3:46
15. Rocío 4:17
16. María la portuguesa 4:43
17. Murga de los currelantes 3:41

- Datos: Q5831975